# Tofield
Tofield är en ort i Kanada.   Den ligger i provinsen Alberta, i den centrala delen av landet, 2 800 km väster om huvudstaden Ottawa. Tofield ligger 697 meter över havet och antalet invånare är 1 911.
Terrängen runt Tofield är platt. Runt Tofield är det ganska tätbefolkat, med 58 invånare per kvadratkilometer.. Det finns inga andra samhällen i närheten. 
Trakten runt Tofield består till största delen av jordbruksmark.